# Maciste gegen die Kopfjäger
Maciste gegen die Kopfjäger (Originaltitel: Maciste contro i cacciatori di teste) ist ein Abenteuerfilm, den Guido Malatesta 1963 inszenierte. Der von der Kritik miserabel aufgenommene Film hatte seine deutsche Erstaufführung am 22. Oktober 1965.

## Inhalt
Ein Vulkanausbruch, den ein verheerendes Erdbeben begleitet, zerstört eine Insel und tötet viele der Einheimischen. Unter der Führung von Maciste können die Überlebenden das geheimnisvolle Uria erreichen. Dort lernt Maciste die Königin Amoha kennen, deren Volk aus Angst vor Kopfjägern im Wald versteckt hält; diese sind Wilde, die darauf aus sind, Amohas Thron zu erobern. Maciste stellt sich auf die Seite der Königin, die von den Kopfjägern gefangen genommen wird und deren Häuptling heiraten soll. Nach vielen hin- und herwogenden Kämpfen und Fehden ist das Volk der Urias siegreich. Nach einem langen Zweikampf mit Maciste stirbt der Ober-Kopfjäger; der Sieger wird für seinen Einsatz mit der Liebe Amohas belohnt.

## Kritik
Die Kritiken waren kurz und erbarmungslos: „Das gewohnte Serienstückchen“ (Lexikon des internationalen Films), „Anspruchsloses Laientheater“ (Filmdienst). „Das einzig Interessante ist der Titel, weil er einer gewissen Entfremdung des Publikums zum unvergleichlichen Muskelmann Maciste Ausdruck verleiht, der hier in Tarzan umbenannt wird“ (C. Cobast, "Saison '64", Paris 1964). „Diesmal wieder besonders primitiv, ohne Schwung und mit sehr schlechten schauspielerischen Leistungen. Nicht der geringsten Empfehlung wert.“ (Evangelischer Filmbeobachter)

## Bemerkungen
Zahlreiche Alternativtitel und Metamorphosen erlebte der Film und sein Held: So wurde er in Italien auch als Maciste contro i tagliatori di teste, in Frankreich als Tarzan chez les coupeurs de tête gezeigt. Teile des Filmes wurde in Rächer der Mayas desselben Regisseurs wiederverwendet.